# 浅葉なつ
浅葉 なつ（あさば なつ）は日本の小説家。女性。

## 経歴・人物
四国生まれ。関西在住。
2010年（平成22年）第17回電撃小説大賞でメディアワークス文庫賞を受賞し、『空をサカナが泳ぐ頃』でデビュー。『神様の御用人』が人気を博し、同書はシリーズ累計200万部を突破した。
2020年文藝春秋より刊行した『どうかこの声が、あなたに届きますように』が第一回読者による文学賞の大賞を受賞。
他著書に、『カカノムモノ』（新潮社刊）や『山がわたしを呼んでいる！』などがある。
「学生時代から神社仏閣が好きで、各地を巡っていました。その過程で日本の神様についても調べていたので、昔から『古事記』や『日本書紀』を読んでいて。いつか小説のテーマにしてみたいと思っていました。」と神の王についてインタビューされたときに語っている。